# Sunds branter
Sunds branter är ett naturreservat i Dals-Eds kommun i Västra Götalands län.
Området är naturskyddat sedan 2019 och är 20 hektar stort. Reservatet omfattar tre områden belägna vid nordöstra stranden av Stora Le. Reservatet består av skogklädda, kraftiga och blockrika bergsbranter. 